# Odette Joyeux
Odette Joyeux (Parigi, 5 dicembre 1914 – Ollioules, 26 agosto 2000) è stata un'attrice e sceneggiatrice francese.

## Biografia
Dopo aver studiato danza alla compagnia del Balletto dell'Opéra di Parigi, iniziò la carriera di attrice nel 1930, lavorando nel cinema e successivamente in teatro, dove nel 1933 recitò con Louis Jouvet nel dramma Intermezzo di Jean Giraudoux.
Per il grande schermo fu diretta da Marc Allégret in Il lago delle vergini (1934) e Ragazze folli (1938), e da Claude Autant-Lara in L'amore ha sbagliato indirizzo (1942), Evasione (1943) e Solo una notte (1946). Nella prima metà degli anni quaranta fu protagonista di alcune pellicole in costume come Tragica gloria (1942), Le Mariage de chiffon (1942) e Il barone fantasma (1943), in cui interpretò il ruolo dell'ingenua eroina romantica. Tra gli altri ruoli da lei interpretati, quello della "grisette" Anna ne Il piacere e l'amore (1950) di Max Ophüls, e della "passementière" in Si Paris nous était conté (1955) di Sacha Guitry.
Lasciò il cinema alla fine degli anni cinquanta per dedicarsi alla letteratura. Scrisse alcune sceneggiature e fu autrice di diversi romanzi, opere teatrali e saggi sulla danza. Nel 1994 pubblicò le sue memorie, dal titolo Entrée d'une artiste.
Dal 1935 al 1945 fu sposata con l'attore Pierre Brasseur, dal quale nel 1936 ebbe il figlio Claude, che seguì le orme dei genitori nel mondo dello spettacolo. Nel 1958 sposò in seconde nozze il regista e sceneggiatore Philippe Agostini. Morì nel 2000, all'età di 85 anni, per le conseguenze di un ictus. È sepolta nel cimitero di Grimaud (dipartimento del Varo), accanto al secondo marito.

## Filmografia parziale

### Attrice
- Le chien jaune, regia di Jean Tarride (1932)
- Il lago delle vergini (Lac aux dames), regia di Marc Allégret (1934)
- Elena studentessa in chimica (Hélène), regia di Jean Benoît-Lévy (1936)
- Ragazze folli (Entrée des artistes), regia di Marc Allégret (1938)
- Tragica gloria (Le lit à colonnes), regia di Roland Tual (1942)
- L'amore ha sbagliato indirizzo (Lettres d'amour), regia di Claude Autant-Lara (1942)
- Le Mariage de chiffon, regia di Claude Autant-Lara (1942)
- Il barone fantasma (Le Baron fantôme), regia di Serge de Poligny (1943)
- Evasione (Douce), regia di Claude Autant-Lara (1943)
- Rondini in volo (Les Petites du quai aux fleurs), regia di Marc Allégret (1944)
- Solo una notte (Sylvie et le fantôme), regia di Claude Autant-Lara (1946)
- Per una notte d'amore (Pour une nuit d'amour), regia di Edmond T. Gréville (1947)
- Il piacere e l'amore (La Ronde), regia di Max Ophüls (1950)
- Si Paris nous était conté, regia di Sacha Guitry (1955)

### Sceneggiatrice
- La sposa troppo bella (La mariée est trop belle), regia di Pierre Gaspard-Huit (1956)
- Fatti bella e taci (Sois belle et tais-toi), regia di Marc Allégret (1958)